# Georg Wellhöfer
Georg Wellhöfer (Fürth, 10 marzo 1893 – 13 dicembre 1968) è stato un allenatore di calcio e calciatore tedesco, di ruolo difensore.

## Palmarès

### Giocatore

#### Competizioni nazionali
- Campionato tedesco: 1

Greuther Fürth: 1913-1914